# Alexander Dennis

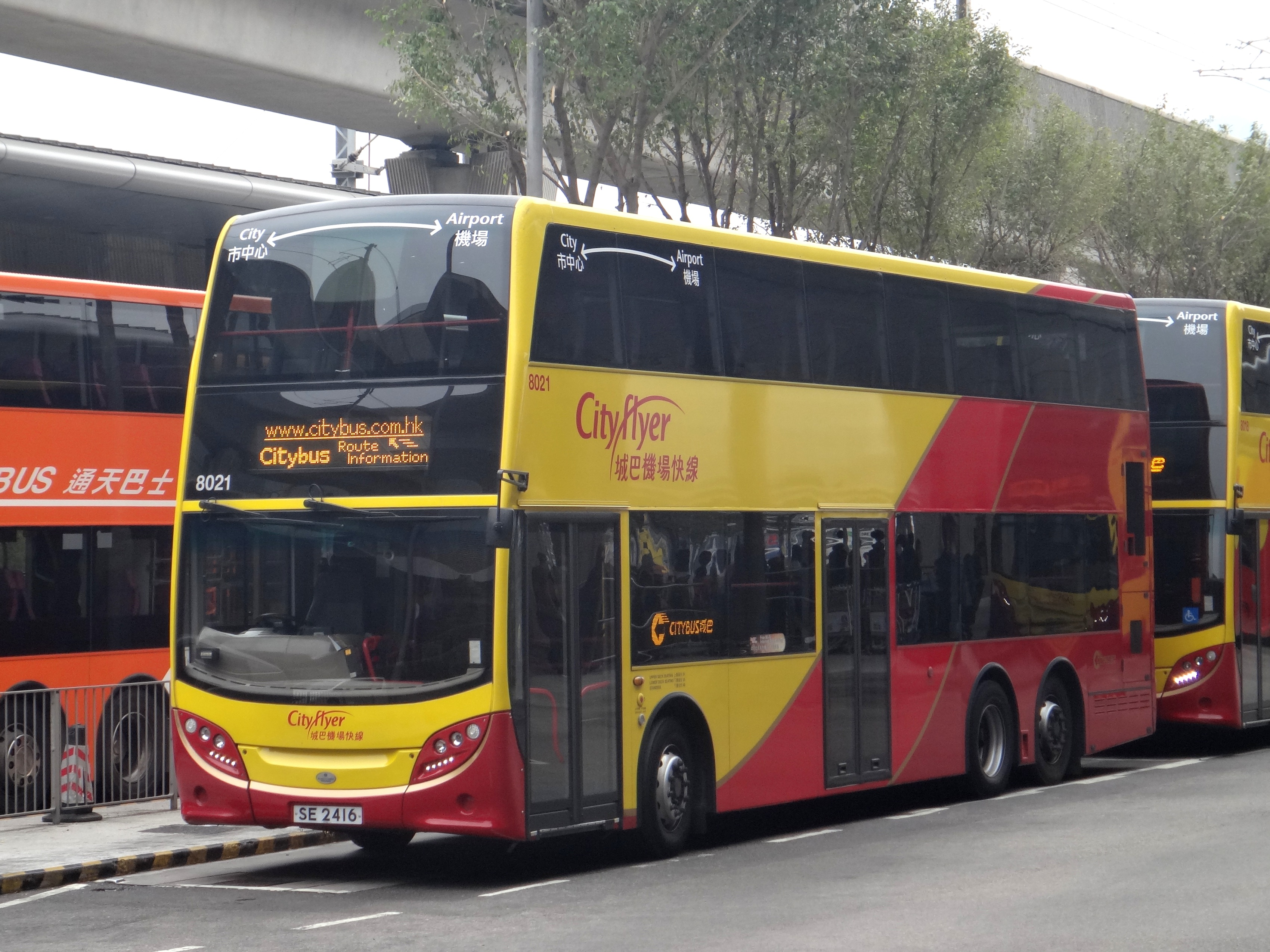
Alexander Dennis Enviro500

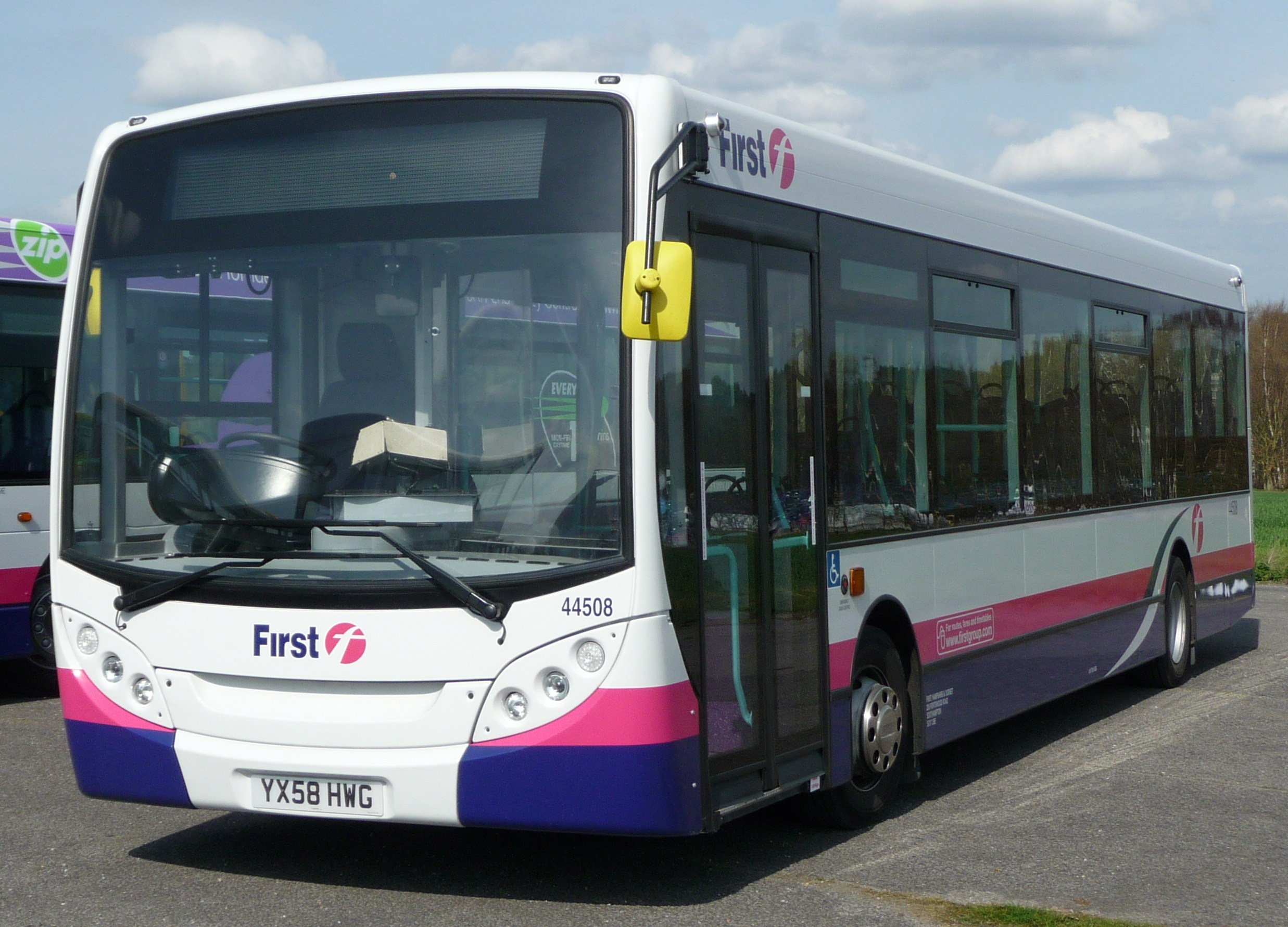
Alexander Dennis Enviro200

Alexander Dennis Limited ADL (tidigare TransBus International) är en brittisk busstillverkare. Det är Storbritanniens största busstillverkare. Alexander Dennis bildades som TransBus International när Mayflower Corporation (med Dennis Specialist Vehicles och Alexander) gick samman med Henlys Group. En välkänd buss från bolaget är Dennis Trident som är den vanligaste bussen i London. Efter en finansiell kris ombildades verksamheten till Alexander Dennis 2004.